# Umberto Locati
Umberto Locati, OP (1503 – 17 de outubro de 1587) foi um prelado católico romano que serviu como bispo de Bagnoregio (1568-1581).

## Biografia
Umberto Locati foi ordenado sacerdote na Ordem dos Pregadores. No dia 5 de abril de 1568, foi nomeado durante o papado de Pio V como Bispo de Bagnoregio. A 25 de abril de 1568, foi consagrado bispo por Scipione Rebiba, cardeal-sacerdote de Sant'Angelo in Pescheria. Locati serviu como Bispo de Bagnoregio até à sua renúncia, em 1581. Faleceu no dia 17 de outubro de 1587.

## Sucessão episcopal
Enquanto bispo, foi o principal co-consagrador de:
- Gonzalo Herrera Olivares, (1568);
- Giovanni Battista Santorio, (1568);
- Serafino Fortibraccia, (1569);
- Prospero Vitelliano, (1569);
- Ambrogio Salvio, (1569);
- Vincenzo Ercolano, (1570);
- Donato Stampa, (1570);
- Maurice MacBrien, (1571);
- Vincenzo de Doncelli, (1571);
- Pietro Cancellieri, (1571); e
- Sisto Diuzioli, (1572).